# الصفقة (فلم 1991)
الصفقة هو فيلمٌ مصريٌ أُنتج عام 1991. أخرجه ياسين إسماعيل ياسين.

## قصة الفيلم
كمال عزمي (أحمد عبد العزيز) ضابط نزيه. تزوجت أخته سامية (شيرين) من صديقه مصطفى (كمال أبو رية). يشرف كمال على التحقيق مع حامد عبد الغفار في قضية نصب. يطلب حامد المساعدة من شريف (شريف عبد المنعم)، ابن أخته المقيم في بريطانيا.
يدرك شريف ثبوت التهمة على خاله، وأنه لا سبيل لتربئته إلا بالحصول على العقود التي تدين خاله وهي بحوزة الضابط كمال. يقوم مساعده سمير (عادل أنور) بتسليم سامية، أخت كمال، شريط فيديو يظهر عزمي (أنور عبد العزيز)، والد كمال وسامية، وهو يتلقى رشوة من إحدى الفتيات. تقوم سامية بإبلاغ أخيها على الفور، ويأتي لبيتها، ويشاهد الشريط، ويعتقد مثلها أن والدهما قد تلقى رشوة. تنفصل سامية عن زوجها مصطفى بعد إصراره على مشاهدة الشريط، وكذلك ينفصل كمال عن زوجته لإصرارها على مشاهدة الشريط.
يقوم شريف بابتزاز الضابط كمال بالشريط، ويهدده بتسليم نسخة من الشريط للعدالة إن لم يمنحه الأوراق التي تدين خاله. لكن كمال لا يرضخ للابتزاز ويقبض على سمير مساعد شريف. يبلغ شريف عن عزمي، ويُلقى القبض عليه.
يتضح بعد التدقيق في الشريط أنه مزور، ثم تقوم الفتاة ميرفت التي ظهرت بالشريط بتسليم نفسها، والإبلاغ عن شريف، فيُقبض عليه.

## شخصيات الفيلم
- أحمد عبد العزيز في دور الضابط كمال.
- شيرين في دور سامية.
- كمال أبو رية في دور الضابط مصطفى، صديق كمال، وزوج سامية.
- أنور عبد العزيز في دور عزمي والد كمال وسامية.
- هدى عيسى في دور أم كمال وسامية.
- شريف عبد المعنم في دور شريف، ابن أخت حامد عبد الغفار.
- عادل أنور في دور سمير مساعد شريف.

## وصلات خارجية
- مقالات تستعمل روابط فنية بلا صلة مع ويكي بيانات
- الصفقة على الدهليز
- الصفقة على كاروهات

## مصدر
1. ↑  نجمات الظل في السينما المصرية نسخة محفوظة 2021-11-30 على موقع واي باك مشين.
2. ↑    - محمود قاسم، موسوعة الأفلام الروائية في مصر والعالم العربي، الجزء الثاني، الهيئة المصرية العامة للكتاب، 2006، ص 92.